# روکا چیلی
روکا چیلی (به ایتالیایی: Rocca Cigliè) یک کومونه در ایتالیا است که در استان کونیو واقع شده‌است. روکا چیلی ۷٫۳ کیلومتر مربع مساحت و ۱۴۹ نفر جمعیت دارد.